# Вельяминов-Зернов, Митрофан Алексеевич
Митрофа́н Алексе́евич Вельями́нов-Зерно́в (16 марта 1839 — 15 октября 1903; Кельце, Царство Польское, Российская империя) — генерал-лейтенант русской армии, участник Кавказской и Русско-турецкой (1877—1878) войн.

## Биография
Митрофан Вельяминов-Зернов родился 16 марта 1839 года. Православного вероисповедания. Окончил Михайловское артиллерийское училище.
В службу вступил 6 января 1857 года. Служил в Лейб-гвардии Гродненском гусарском полку. С 6 июня 1856 года ― корнет гвардии. 21 апреля 1861 года присвоен чин поручика, а 30 апреля следующего года ― штаб-ротмистра. С 1863 по 1864 годы участвовал в боевых действиях на Кавказе. 16 апреля 1867 года присвоен чин ротмистра. В течение 4 лет и 11 месяцев командовал эскадроном. 28 марта 1871 года получил чин полковника. С 27 ноября 1874 года состоял для особых поручений при войсковом наказном атамане Войска Донского. 12 октября 1876 года вступил в должность командира 18-го драгунского Переяславского полка. Участвовал в Русско-турецкой войне 1877―1878 годов на кавказском театре боевых действий в составе Эриванского отряда. С 25 июля 1879 года ― генерал для особых поручений при войсковом наказном атамане Войска Донского. На основании Манифеста от 18 февраля 1762 года произведён в генерал-майоры (ВП от 25 августа 1879 г., старшинство в чине с 30 августа 1882 г.). 12 июля 1882 года назначен командиром 1-й бригады 14-й кавалерийской дивизии. С 3 декабря 1894 года начальник 3-й, а с 28 ноября 1901 года 2-й бригады кавалерийского запаса. 14 мая 1896 года произведён в генерал-лейтенанты.
Умер Вельяминов-Зернов в г. Кельце, Царства Польского Российской империи 15 октября 1903 года. Похоронен там же на кладбище при Кельцком православном соборе.

## Награды и поощрения
Отечественные:
- орден Св. Анны 3-й степени с мечами и бантом (1863)
- орден Св. Станислава 2-й степени (1865)
- императорская корона к ордену Св. Станислава 2-й ст. (1867)
- орден Св. Анны 2-й степени (1870)
- императорская корона к ордену Св. Анны 2-й степени (1872)
- орден Св. Владимира 4-й степени (1874)
- золотое оружие «За храбрость» (1878)
- орден Св. Станислава 1-й степени (1884)
- орден Св. Анны 1-й степени (1890)
- орден Св. Владимира 2-й степени (1895)
- орден Белого орла (1901)

Иностранные:
- орден Льва и Солнца 2-й степени (Персия; 1878)

Благодарность:
- монаршая благодарность (1878)[1]